# John C. Eastman
Pour les articles homonymes, voir Eastman (homonymie).
John C. Eastman, né le 21 avril 1960[réf. nécessaire], est un universitaire, un avocat et un homme politique américain. Il est professeur de droit et service communautaire Henry Salvatori et ancien doyen de la faculté de droit de l'université Chapman. Eastman a demandé à deux reprises un poste pour le parti républicain et s'est présenté pour le 34e district du Congrès de Californie et le bureau du procureur général de Californie.

## Études
Eastman a obtenu une licence en politique et en économie de l'université de Dallas, un doctorat en droit de la faculté de droit de l'université de Chicago et un doctorat en affaires publiques de la Claremont Graduate School. Pendant son temps à la faculté de droit, Eastman a travaillé à l'université de Chicago Law Review.

## Carrière

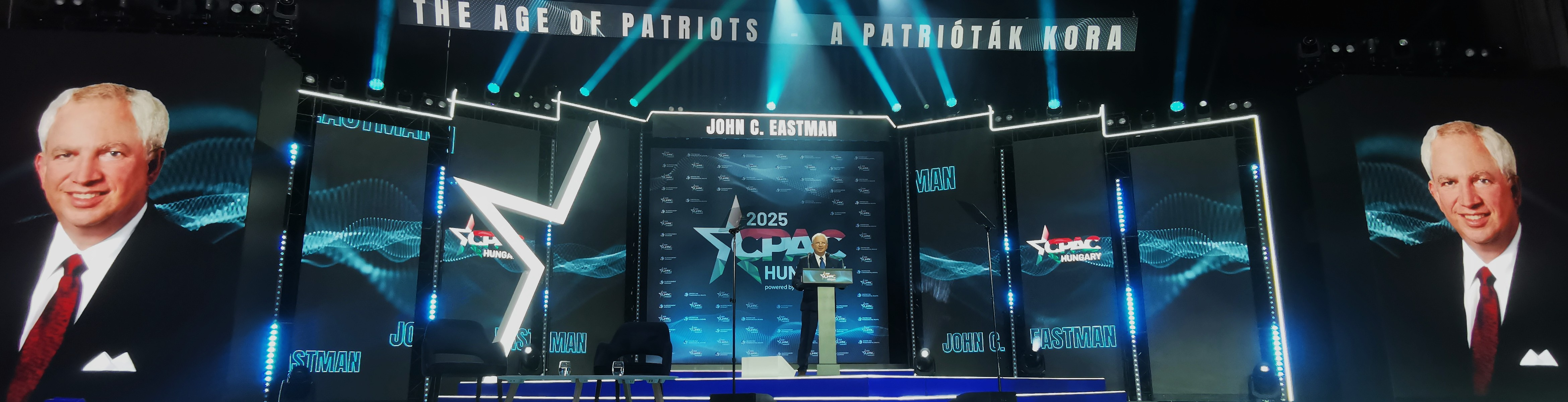
Speaking at CPAC Hungary 2025

Avant la faculté de droit, il a été directeur des affaires publiques et du Congrès à la Commission des droits civils des États-Unis en 1989. Il était également le candidat républicain infructueux de 1990 au Congrès des États-Unis dans le 34e district du Congrès de Californie.
Après ses études de droit, il a été commis pour le juge Michael Luttig à la Cour d'appel des États-Unis pour le quatrième circuit et le juge Clarence Thomas à la Cour suprême des États-Unis, puis a travaillé comme avocat pour le cabinet d'avocats Kirkland & Ellis, spécialisé en contentieux civil et constitutionnel. Il a ensuite rejoint Chapman pour enseigner le droit constitutionnel. Il a également participé à l'émission de Hugh Hewitt, diffusée à l'échelle nationale, commentant la loi.

### Politique et droit
Eastman a été avocat pour l'État du Dakota du Sud, le représentant dans une pétition refusée à la Cour suprême des États-Unis dans une contestation constitutionnelle des dépenses fédérales.
Le 1er février 2010, Eastman a démissionné de son poste de doyen de la faculté de droit de l'université Chapman pour poursuivre la nomination républicaine au poste de procureur général de Californie. Le 1er avril, un juge de la Cour supérieure a statué que "Eastman… avait demandé la désignation de "Procureur général adjoint"" sur la base d'un titre reçu du Dakota du Sud en février 2010 pour son travail sur un procès impliquant des mandats du Bureau fédéral des prisons. Le juge a également rejeté le deuxième choix d'Eastman, « avocat / avocat des contribuables », avant de s'en remettre à son troisième choix, «avocat professeur de droit constitutionnel». Ces désignations reflètent généralement l'emploi actuel ou le poste élu d'un candidat. Le juge a déclaré que le titre rejeté de «Procureur général adjoint» pourrait induire en erreur les électeurs en leur faisant croire qu'Eastman avait occupé un tel poste en Californie. Dans la course, Eastman a terminé deuxième, avec 34,2% des voix, dans une primaire à trois, devant le procureur du comté de Los Angeles, Steve Cooley. Cooley a ensuite perdu une élection serrée contre le démocrate Kamala Harris aux élections générales de 2010.
Eastman a également représenté la législature de la Caroline du Nord et l'état de l'Arizona en pétitionnant sans succès la Cour suprême dans des cas impliquant le mariage homosexuel, l'avortement et l'immigration.
Il a témoigné devant le Comité judiciaire du Sénat en 2014, affirmant que la suspension unilatérale de l'expulsion par le président Barack Obama pour les immigrants illégaux était inconstitutionnelle.

### Affiliations au conseil
Eastman est président du groupe de pratique Fédéralisme et séparation des pouvoirs de la Federalist Society. Il est président du conseil d'administration de l'Organisation nationale pour le mariage et un directeur de la Fondation juridique d'intérêt public. Il est à la fois membre du conseil et membre du corps professoral de l' Institut Claremont. Eastman siège au conseil des conseillers de l'Académie de St. Monica, et au conseil consultatif de la Société de droit de St. Thomas More du comté d'Orange.

### Théorie du complot de citoyenneté de Kamala Harris
Dans un éditorial paru dans Newsweek, Eastman remet en question la citoyenneté des parents de la candidate à la vice-présidence de 2020 Kamala Harris, se demandant si elle serait réellement éligible au poste, sous prétexte qu'elle ne serait peut-être pas une citoyenne naturelle, bien qu'elle soit née à Oakland, en Californie. L'éditorial a été rapidement et complètement discrédité par d'éminents juristes et a été comparé à la théorie du complot du birtherisme largement condamnée contre le président Barack Obama. Newsweek a défendu la chronique, déclarant qu'il n'y avait aucun lien entre l'éditorial et le mouvement birther, et que l'éditorial se concentrait simplement sur « le débat juridique de longue date et quelque peu obscur sur le sens précis de l'expression “sujet à sa compétence” et la clause de citoyenneté du 14e amendement », également connue sous le nom de débat sur le jus sanguinis ou jus soli. Cependant, Axios a noté que le point de vue d'Eastman n'était pas accepté par les spécialistes du droit constitutionnel et l'a qualifié de « sans fondement », tout en le critiquant pour la façon dont il avait comparativement balayé les préoccupations d'éligibilité du candidat à la présidentielle de 2016 Ted Cruz, né à Calgary, au Canada, dans un Éditorial de la Revue nationale de 2016, affirmant qu'ils étaient « stupides ».
Erwin Chemerinsky, le doyen de la Berkeley Law School, a rejeté le raisonnement juridique d'Eastman, déclarant à la BBC : « En vertu de l'article 1 du 14e amendement, toute personne née aux États-Unis est un citoyen américain. La Cour suprême a tenu cela depuis les années 1890. Kamala Harris est née aux États-Unis. »  Laurence Tribe, un éminent professeur de droit constitutionnel à la Harvard Law School, a également critiqué le raisonnement d'Eastman, disant au New York Times : « Je n'avais pas voulu commenter [l'idée d'Eastman] parce que c'est une théorie tellement idiote. Il n'y a rien ».